# Bundesweiter Bildungsstreik 2009

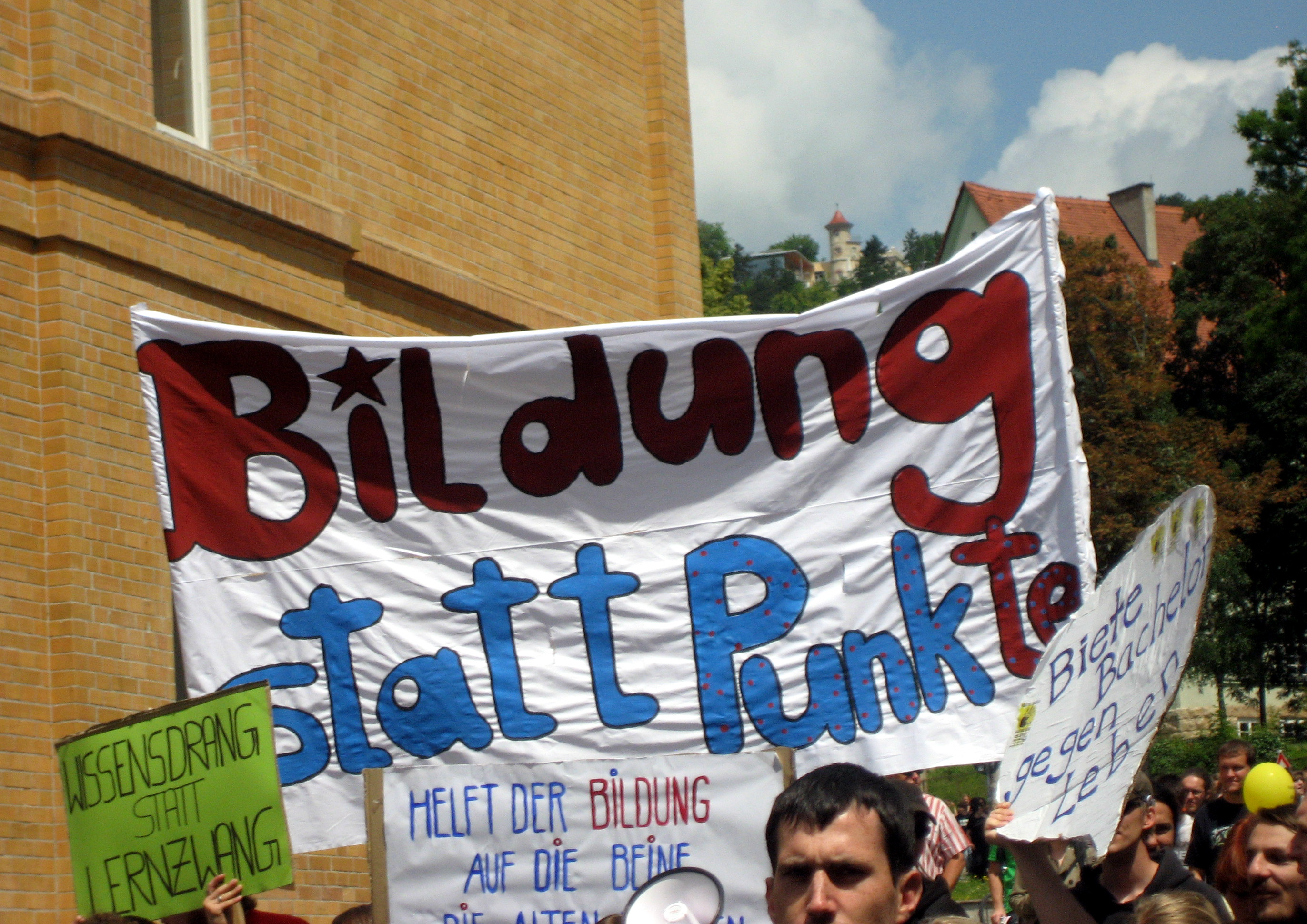
Studenten und Schüler am 17. Juni in Jena

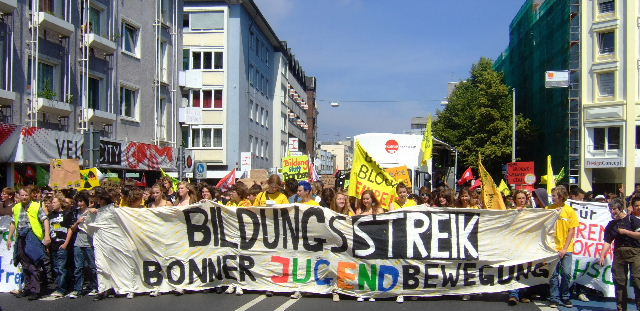
Schüler am 17. Juni in Bonn

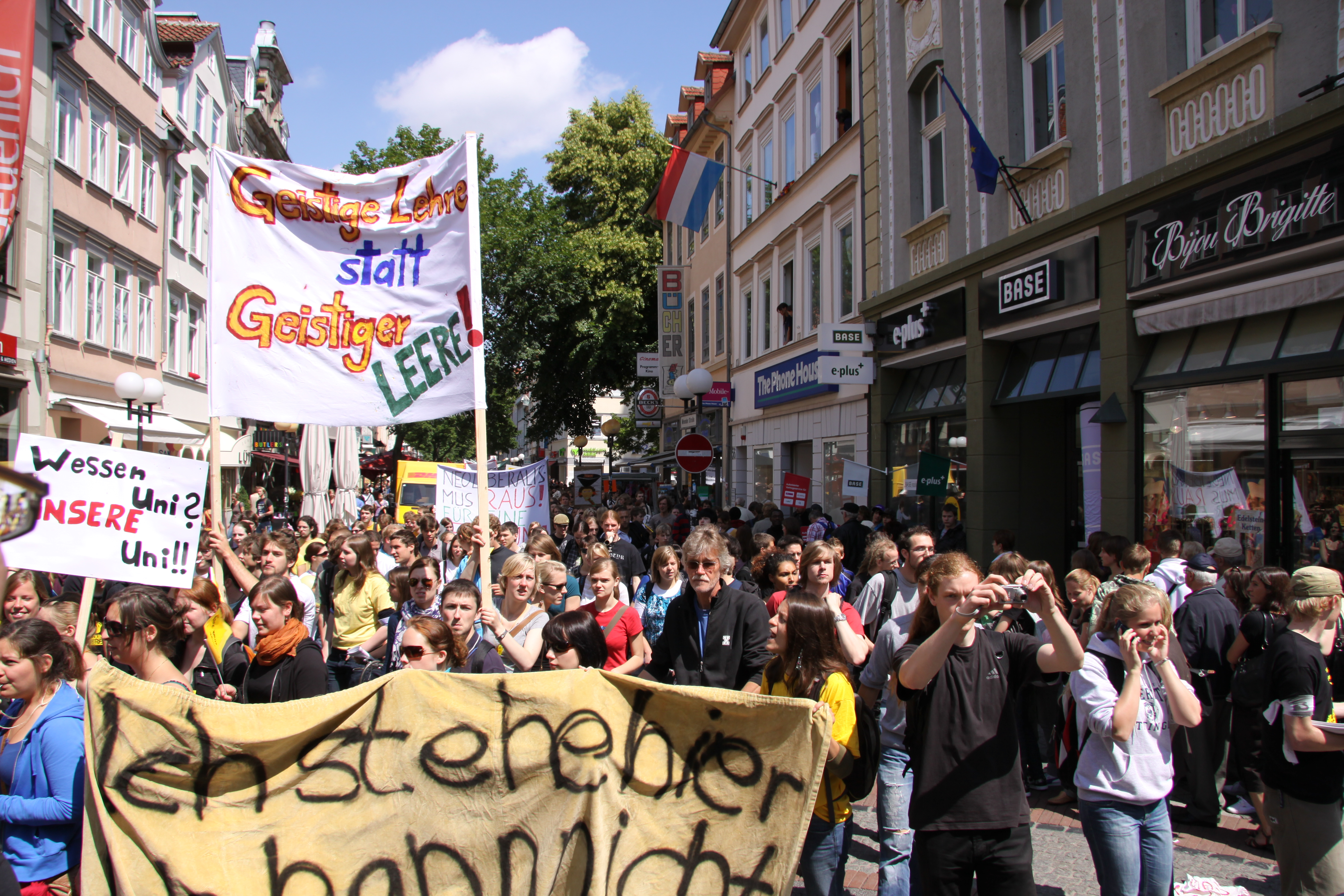
Schüler und Studenten am 17. Juni in Göttingen

Bundesweiter Bildungsstreik 2009 ist die Selbstbezeichnung einer Aktion, die überwiegend vom 15. bis 19. Juni 2009 und am 17. November 2009 an deutschen Mittel- und Hochschulen stattfand. Sie ist ein Bestandteil der Schüler- und Studentenproteste in Deutschland 2009. Die Angaben zu den Teilnehmerzahlen der Demonstrationen am 17. Juni schwanken: Laut Medienberichten nahmen mehr als 200.000 Schüler und Studenten an dezentralen Demonstrationen in vielen deutschen Städten teil, das Bildungsstreikbündnis gibt rund 270.000 Teilnehmer an. Am 17. November 2009 waren laut Bildungsstreikbündnis 85.000 Studierende und Schüler an den Kundgebungen in ganz Deutschland beteiligt.

## Organisation
Der Bildungsstreik wurde von einem Bündnis aus etwa 270 verschiedenen politischen Gruppen organisiert. Zu den Unterstützern des Bildungsstreiks gehören neben lokalen Bildungsbündnissen auch Jugend- und Regionalorganisationen der SPD, der Grünen, der Linkspartei sowie einiger Gewerkschaften (ver.di, GEW, IG Metall). Die Organisation des Bildungsstreikes erfolgte dezentral über lokale Bildungsstreikbündnisse in den teilnehmenden Städten, die zwar untereinander vernetzt, jedoch nicht zentral gesteuert Aktionen in der jeweiligen Region planten. Durch die Dezentralität war es den lokalen Bündnissen auch möglich, ihre Forderungen konkret auf die unterschiedlichen Situationen in den Bundesländern abzustimmen.

## Forderungen
Die Proteste waren verbunden mit Forderungen in unterschiedlichen Gebieten. Die studentischen Forderungen beziehen sich vor allem auf vier Themengebiete: Unbeschränkter Zugang zu Bildung (Abschaffung von Studiengebühren und Zugangsbeschränkungen), Änderungen im Bachelor-/Master-System (weniger „Verschulung“, mehr Master-Plätze, vgl. Bologna-Prozess), Demokratisierung der Hochschule (mehr Mitspracherecht der Studierenden in den universitären Entscheidungsgremien, Zurückdrängung des Einflusses der Wirtschaft) sowie Verbesserung der Lehrbedingungen (Schaffung zusätzlicher Stellen, Abschaffung der Exzellenzinitiative).
Die Proteste der Schüler richteten sich gegen das dreigliedrige Schulsystem, das achtjährige Gymnasium G8, zu große Klassen, Überfrachtung des Lehrplanes, gegen Kopfnoten, für die Drittelparität in der Schulkonferenz, sowie für eine wahre Lehrmittelfreiheit. Da diese laut den Schülern und Studenten oft nicht gewährleistet werden kann.
Zudem wurden durch die regionalen Bündnisse zum Teil konkrete Forderungskataloge ausgearbeitet, die an die jeweilige Universitätsleitungen und Landesregierungen gerichtet waren, so zum Beispiel in Gießen von über 2000 Studierenden, in Heidelberg, Osnabrück oder Wuppertal.

## Aktionen
Beim Bildungsstreik 2009 handelte es sich um eine Protestaktion vom 15. bis 19. Juni 2009 und am 17. November 2009. Die Organisation und Planung von Aktionen innerhalb dieser Woche wurde größtenteils den lokalen Bildungsstreikbündnissen überlassen. Dabei wurden unterschiedliche Protest- und Aktionsformen genutzt. Neben dem bloßen Fernbleiben von Lehrveranstaltungen wurde oftmals auf den Flashmob als öffentlichkeitswirksames Protestmittel zurückgegriffen. Inhaltliche Auseinandersetzung mit bildungspolitischen Themen gab es in Form von Vollversammlungen sowie bei Vorträgen, Seminaren und Podiumsdiskussionen, die teilweise auch von Dozenten und Professoren angeboten wurden. Im Laufe der Woche kam es in verschiedenen Städten auch mehrfach zu Besetzungen von Universitätsgebäuden, die zum Teil spontan, zum Teil auch mit den Institutsleitungen abgesprochen und geplant erfolgten. Zentrales Element der Bildungsstreikwoche waren die großen dezentralen Demonstrationen in den teilnehmenden Städten am Mittwoch, den 17. Juni 2009. An diesem Tag gingen bundesweit mehr als 200.000 Menschen auf die Straßen. Ebenfalls in mehreren Städten, vor allem aber in Berlin, erfolgten am darauf folgenden Donnerstag flashmobartig symbolische Banküberfälle. Damit sollte kritisiert werden, dass es im Rahmen der Finanzkrise zu milliardenschweren Hilfen für Banken gekommen war, während im Bildungssystem Geld fehle. Mit einer Demonstration in Düsseldorf am Samstag, den 20. Juni 2009, endete die Bildungsstreikwoche im Sommer.
Für den Herbst 2009 wurde bereits angekündigt, wieder mit dezentralen Demonstrationen und Protestaktionen auf die Ziele des Bildungsstreiks aufmerksam zu machen. Anfang November 2009 begannen erneut Aktionen. Im Vorfeld des 17. November und am Kundgebungstag selbst wurden in mehreren deutschen Hochschulen Hörsäle von Studierenden besetzt. Die Anregung dazu war unter anderem der  Studierendenprotest in Österreich.

## Reaktionen und Folgen
Die Aktionen während der Bildungsstreikwoche erfuhren große Resonanz in den Medien, insbesondere am Mittwoch, an dem zu großen dezentralen Demonstrationen aufgerufen worden war. Während die Proteste der „Generation 09“ meist als im Grundsatz gerechtfertigt dargestellt wurden, wurde der Forderungskatalog mehrfach als diffus bezeichnet, was vor allem der heterogenen Zusammensetzung der organisierenden Gremien sowie den unterschiedlichen Ausgangssituationen in den verschiedenen Bundesländern zugeschrieben wurde.
Kritik kam vor allem aus der CDU. Bundeswissenschaftsministerin Annette Schavan nannte die Proteste „gestrig“. Die Notwendigkeit von Nachbesserungen bei den Bachelor-/Master-Studiengängen räumte sie jedoch ein. Die Forderung nach Nachbesserungen wurde auch bei der Konferenz der Kultusminister im Oktober 2009 bestätigt. Auch die Hochschulrektoren signalisierten im November Unterstützung und Verständnis für die Forderungen der Studenten und die Präsidentin der Hochschulrektorenkonferenz, Margret Wintermantel warb für Zusammenarbeit.
Am 19. Juni 2009 stellte sich der Berliner Bildungssenator Jürgen Zöllner (SPD) öffentlich den Forderungen von etwa 500 Streikenden vor seinem Büro in Berlin-Mitte.
Am 7. Dezember 2009 forderte die Chefin der NRW-SPD, Hannelore Kraft, einen „Bologna-TÜV“.
Außerdem wurden in Oldenburg die Prüfungsleistungen im Bachelor-/Master-System auf ein „Normalmaß“ herabgesetzt u. ä.

## Weiterführung der Proteste
An der Carl-von-Ossietzky-Universität in Oldenburg wurde als eine der Forderungen den Streikenden ein Streikbüro zur Verfügung gestellt, von wo aus die weitere Arbeit an den Änderungen von Studentenseite beobachtet wird. In Oldenburg ist das Netzwerk noch aktiv, im Moment (April 2010) bei der Umsetzung der vom Senat beschlossenen Änderungen. In den Semesterferien wurde ein „Bildungscafé“ eingerichtet, dass sich wöchentlich weiterhin trifft und zu Diskussionen über die Folgen des Streiks und zur weiteren Arbeit einlädt.

## Schäden
Im Anschluss an die Protestveranstaltung in der klassizistischen Aula der Georg-August-Universität in Göttingen wurden am 18. Juni 2009 bei einem Übergriff von Randalierern im Zusammenhang mit Protesten gegen die Studienbedingungen Professorenbüsten des Mathematikers David Hilbert und des Universalgelehrten Christian Gottlob Heyne schwer beschädigt, letztere irreparabel. In Mainz wurde am 17. Juni das Abgeordnetenhaus kurzfristig besetzt, die dortige Ausstellung der CDU-Fraktion zum zwanzigsten Jahrestag des Mauerfalls wurde beschädigt, ein Exponat wurde gestohlen.